# Japán levelibéka
A japán levelibéka (Dryophytes japonicus) a kétéltűek (Amphibia) osztályába a békák (Anura) rendjébe, a levelibéka-félék (Hylidae) családjába, azon belül a Hylinae alcsaládba tartozó faj.

## Előfordulása
Oroszország délkeleti részén, Kína, Mongólia, Észak-Korea, Dél-Korea és Japán területén honos.

## Megjelenése
Testhossza 30-35 milliméter.
|  |